# Mannville, Alberta
Mannville je selo u središnjem dijelu Alberte u Kanadi. Nalazi se na zapadno od Vermiliona i 170 kilometara istočno od Edmontona. Njegova primarna industrija je poljoprivreda.

## Povijest
Naselje je dobilo ime po Sir Donaldu Mannu, potpredsjedniku Kanadske sjeverne željeznice.

## Demografija
U popisu stanovništva iz 2016. koji je proveo kanadski statistički zavod u Kanadi, Mannville zabilježilo je 828 stanovnika koji žive u 341 od ukupno 377 privatnih stanova, što je 3.1% više u odnosu na broj stanovnika iz 2011. godini, kada je bilo 803 stanovnika. S površinom od 1.64 km2, dok je gustoća naselja 2016. bila 504.8 stan/km2.

## Poznate osobe
- Frances Bay, glumica
- Kyle Calder, profesionalni igrač hokeja
- Peter Gadsden, gradonačelnik Londona
- Erving Goffman, sociolog
- Mike Rathje, profesionalni igrač hokeja
- Miles Zaharko, profesionalni igrač hokeja